# José María Ponce Berenguer
|  | Per a altres significats, vegeu «José María Ponce». |

José María Ponce Berenguer   (Madrid, 1954 - Barcelona, 17 de març de 2024) era un productor, director i guionista de pel·lícules pornogràfiques espanyol. És considerat com el pare del porno a Espanya.

## Trajectòria
Les primeres pel·lícules van sorgir a partir de que el productor Antonio Marcos sabés de material gravat com a porno casolà amb María Bianco, la seva parella en aquest moment i durant gairebé 20 anys
A part de director, productor i guionista, José María Ponce també ha tingut un important paper en la incorporació de noves estrelles en les produccions porno espanyoles, com per exemple, en introduir a Nacho Vidal al món del porno. Ponce, i sobretot María Bianco, van ajudar en els seus primers passos també a Toni Ribas, Max Cortés, Sara Bernat, Candela, Sophie Evans, Eva Morales... Es va retirar del porno el 2002.
A part de la seva faceta relacionada amb el cinema, és també periodista i editor de revistes. Va començar com a guionistes, presentador i director d'un programa cultural, anomenat Gran Angular, a Radio España FM, el 1972 i 1973. Més tard va fer programes com Hora Española (de 1973 a 1975), altres programes i amb altres funcions en la ràdio.
Va ser el director de la revista Hustler en la seva edició espanyola entre 1992 i 1996. De 1985 a 1990 dirigeix la revista "SADO-MASO", una de les primeres publicacions sobre sadomasoquisme a Espanya. Al llarg de la seva carrera ha col·laborat amb nombroses publicacions com Interviú, Sal y pimienta, Lui, Playboy, Chic o Kiss Comix. Al costat de María Bianco, participà en la creació i el desenvolupament de SADO-MASO, Chicas en Lucha (María Bianco va arribar a exercir de lluitadora a Londres i va gravar vídeos per a Festelle Vídeo), Sólo para Adultos, Hustler, CHIC, etcètera.
Va ser un dels impulsors del Festival Eròtic de Barcelona (FICEB) que va dirigir entre 1993 i 1999
És autor del llibre SadoMaso. Imágenes del planeta prohibido, Valencia, Midons Editorial, 1998.

## Filmografia
Com a director
- The Private Story of Mia Stone, 2004
- The Private Life of Stacy Silver, 2004
- The Fetish Garden, 2003 (com José M. Ponce)
- Private Black Label 26: Faust Power of Sex, 2002 (com José M. Ponce)
- Gothix, 2001 (com José M. Ponce)
- Ruta 69, 2001 també coneguda com a Route 69
- Vivir follando, 2000
- Four Sex Rooms, 2000
- Motels, 2000
- Perras callejeras, 1997
- Perras callejeras II: La venganza de Johnny, 1997
- Showgirls en Madrid, 1996
- Club privado, 1995
- La seducción de Sherezade, 1994
- Venganza sexual, 1994
- Aficionadas perversas 1: Los vicios de María, 1993
- Cambio de parejas, 1993
- Las fantasías eróticas de Sonia, 1993

Com actor
- Mio padre: Novità gennaio, 2007, en el paper d'avi
- Talion, 2007
- Mola ser malo, 2005
- El horrible crimen ritual de la calle Tribulete, 2004
- 616 DF: El diablo español vs. Las luchadoras del este, 2004, coneguda en el mercat internacional amb el nom de "616 DF: License for Sex" i com "Wrestle with the Devil" als Estats Units
- Haz conmigo lo que quieras, 2003, en el paper de metge. Coneguda als Estats Units com "Kill Me Tender"
- Killing the Spot, 2001, interpretant a un alcaide

Com a guionista
- The Fetish Garden, 2003, com José M. Ponce
- Private Black Label 26: Faust Power of Sex, 2002, com José M. Ponce
- Gothix, 2001, com José M. Ponce
- Vivir follando, 2000

Com a productor
- The Fetish Garden, 2003, (com José M. Ponce)
- La seducción de Sherezade, 1994
- Aficionadas perversas 1: Los vicios de María, 1993

Com Càmera
- Four Sex Rooms, 2000
- Aficionadas perversas 1: Los vicios de María, 1993

Com a muntador
- Private Black Label 26: Faust Power of Sex, 2002

Apareix com ell mateix a
- Días de cine, en el programa del 18 de juny de 2009
- (S)avis episodi #1.11, dedicat a Vicente Aranda[6] 2008
- Hola Barcelona, episodi del 25 de setembre de 2007]
- Cuando España se desnudó 2005
- La piel vendida 2004 (titulada "Flesh for Sale" pel mercat internacional i "Skin for sale" pels Estats Units.
- Sumisos, 2004 apareixent amb el nom de "Miki"
- Millennium, en un episodi del programa, Darrere del porno 2001
- ¿Quién y cómo? 1997